# Essence (canção)
Essence é uma canção de rock instrumental composta e gravada pelo guitarrista virtuoso estadunidense Steve Vai como promoção aos sintetizadores de guitarra "Roland VG-88 V-Guitar System" e "GR-33 Guitar Synthesizer".
Na discografia do guitarrista, a música foi lançada no álbum Mystery Tracks – Archives Vol. 3, de 2001, que contém canções raras do músico.
Em 2003, a canção foi nomeada para o Grammy Awards na categoria de Best Rock Instrumental Performance.

## Prêmios e indicações
| Ano  | Canção  | Prêmio        | Indicação                          | Resultado |
| ---- | ------- | ------------- | ---------------------------------- | --------- |
| 2003 | Essence | Grammy Awards | Best Rock Instrumental Performance | Indicado  |